# Arnoldus de Raeff

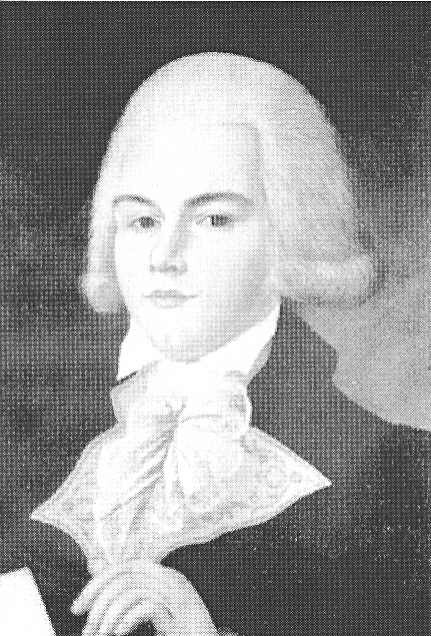

Arnoldus de Raeff ('s-Hertogenbosch, 25 juni 1752 - Breda, 16 juni 1821) was een zoon van de Bossche notaris Willem de Raeff en Anna Hester de Soett.
Hij was secretaris en algemeen boekhouder van de West-Indische Compagnie te Demerary
en Rio Essequebo (1773-1783). Na zijn terugkeer in Breda in 1784 was hij korte tijd schepen van Breda (1792-1793), stadssecretaris van Breda en tevens secretaris van stad en lande van Breda (1795). Hij kreeg in 1796 een plaats in het Committé der Bataafse Coloniën. In 1798 verzocht hij aan het Uitvoerend Bewind om een plaats in het Committé tot de Zaken der Bataafse Coloniën in West-Indië en de Kust van Africa.
Hij was lid van de Hoge Vierschaar (1804-1806), lid van het Vroedschap (in 1808 en 1810) en lid van de Conseil Municipal (1812). Vanaf 1815 tot 1821 fungeerde hij als ontvanger der directe en indirecte belastingen voor Baarle-Nassau, Alphen, Riel en Chaam.
Voor zover bekendstaan twee publicaties op zijn naam: “Breda verövert en herövert in 1793” en “ Over de vernietiging der slavernij in de Bataafse Volksplantingen” (1799).
Arnoldus de Raeff was tijdens zijn verblijf in Demerary al ingewijd in de vrijmetselaarsloge van St. Jean de la Réunion. In 1785 is hij in Breda lid geworden van de Grote Sociëteit en in 1787 van de Vaderlandsche Sociëteit. Hij is in 1791/92 korte tijd voorzittend meester van de Bredase vrijmetselaarsloge Het Vrije Geweeten, waarvan hij sinds 1791 ook al secretaris was. Hoewel hij in 1793 om zijn Fransgezindheid in diskrediet raakte en tijdelijk geschorst werd, benoemde men hem in 1794 opnieuw tot voorzittend meester, hetgeen hij tot 1800 zou blijven.
In 1775 huwde Arnoldus de Raeff in Rio Esequibo (Plantage Nieuw Nijmeegen) met Maria Spengler (Nijmegen 18.10.1754 – Breda 29.7.1807). Ze kregen 9 kinderen.
Hij is een voorvader van de Nederlandse componist Robin de Raaff.